# Vision Airlines
Vision Airlines (в прошлом — Vision Air) — бывшая авиакомпания Соединённых Штатов Америки со штаб-квартирой в городе Суони (Джорджия), работавшая в сфере регулярных и чартерных пассажирских перевозок в центральной и юго-восточной частях США. В апреле 2011 года маршрутная сеть авиакомпании охватывала 38 аэропортов внутри страны.
Чартерное подразделение Vision Airlines также осуществляло пассажирские перевозки на самолётах Dornier 228 и Dornier 328 между аэропортом Норт-Лас-Вегас и туристическими местами в Гранд-Каньоне, Мраморном Каньоне, на плотину Гувера и в Долину монументов. Кроме того, в течение летнего сезона чартерные полёты выполнялись между различными населёнными пунктами, расположенными на обоих берегах реки Колорадо.

## История
19 января 2011 года руководство Vision Airlines объявило об открытии с 25 марта регулярных маршрутов на самолётах Boeing 737 и Dornier 328 по 20 аэропортам США из регионального аэропорта Северо-Западной Флориды. 16 июня того же года авиакомпания сообщила об запуске с 11 ноября ряда регулярных маршрутов, связывавших города Балтимор в Мэриленде, Фрипорт на Багамах, Ричмонд в Виргинии и международный аэропорт Роли/Дарем в Северной Каролине. В силу ряда причин в феврале 2012 года авиакомпания прекратила все регулярные перевозки и Регионального аэропорта Северо-Западной Флориды.
26 апреля 2012 года авиакомпания Vision Airlines полностью прекратила операционную деятельность.

## Флот
В октябре 2010 года воздушный флот авиакомпании Vision Airlines составляли следующие самолёты:
| Тип ВС              | В эксплуатации | Заказано | Опцион | Пассажирских мест | Примечание                                                                                               |
| Boeing 737—300      | 1              |          |        | 136               | |
| Boeing 737—400      | 2              |          |        | 148               | |
| Boeing 767-200ER/EM | 2              |          |        | 200               | Считались флагманами флота авиакомпании техническое обслуживание осуществлялось компанией Delta TechOps. |
| Dornier 228         | 11             |          |        | 19                | |
| Dornier 328         | 4              |          |        | 30                | |
| Dornier 328JET      | 2              |          |        | 30                | |

## Авиационные инциденты
11 мая 2011 года произошёл отказ гидравлической системы самолёта Dornier 328, никто из находившихся на борту не пострадал. Причины инцидента в настоящее время выясняются.

## Обмен шпионами
9 июля 2010 года в рамках контракта с правительством Соединённых Штатов самолёт Vision Airlines перевозил десять осуждённых русских нелегалов из США в Вену и четырёх заключённых со времён холодной войны в обратном направлении.